# Епархия Вениса
Епархия Вениса (лат. Dioecesis Venetiae in Florida) — епархия Римско-Католической церкви с центром в городе Венис, штат Флорида, США. Епархия Вениса входит в митрополию Майами. Кафедральным собором епархии Вениса является Собор Преображения Господня.

## История
16 июня 1984 года Римский папа Иоанн Павел II издал буллу «Postulat quandoque», которой учредил епархию Вениса, выделив её из архиепархии Майами, епархий Орландо и Сент-Питерсберга.

## Ординарии епархии
- епископ Джон Джозеф Невинс[англ.] (17.07.1984 — 19.01.2007)
- епископ Фрэнк Джозеф Дьюэйн[англ.] (c 19.01.2007)

## Источник
- Annuario Pontificio, Libreria Editrice Vaticana, Città del Vaticano, 2003, ISBN 88-209-7422-3
- Булла Postulat quandoque  (лат.)